# Renzo De Felice
Renzo De Felice (Rieti, 8 de abril 1929 — Roma, 25 de maio de 1996) foi um historiador italiano, que se especializou na era fascista, escrevendo uma biografia 6 000 páginas de Mussolini (4 volumes, 1965-1997). Ele argumentou que Mussolini era um modernizador revolucionário em questões domésticas, mas um pragmático na política externa, que continuou as políticas liberais da Itália do período de 1861 a 1922.

## Biografia
Ele estudou com Federico Chabod e Delio Cantimori na Universidade La Sapienza de Roma. Durante seu tempo como estudante, De Felice era um membro do Partido Comunista Italiano. Após a repressão soviética de 1956 a Revolução Húngara, ele e outros 101 intelectuais italianos criticaram duramente o Partido Comunista Italiano pelo apoio aos soviéticos. Pouco depois rompeu com os comunistas e ingressou no Partido Socialista Italiano. Ele ensinou história na Universidade de Roma.

## Fascismo
De Felice é mais conhecido por sua obra biografa de Benito Mussolini em quatro volumes, a qual foi terminada quase no momento da sua morte. De Felice foi o fundador e editor da influente revista Storia Contemporanea. Ele também escreveu um livro da vida judaica sob o governo fascista italiano e artigos sobre o Jacobinismo italiano.
Em sua opinião, havia dois tipos de fascismo, "o fascismo como um movimento" e "fascismo como um regime". De Felice viu o fascismo, especialmente na fase de "movimento", como uma ideologia revolucionária de classe média que tinha raízes profundas no Iluminismo. Além disso, De Felice insistiu que o fascismo não foi causado pelo medo de uma revolução proletária por parte das classes médias mais baixas, mas era sim um movimento assertivo originado por uma classe média emergente em busca de seu verdadeiro papel. Ao contrário, o fascismo como um "regime" foi visto por ele como nada mais do que a política de Mussolini - que tendia tornar a ideologia fascista apenas na superestrutura da ditadura pessoal de Mussolini.

## Principais obras
- Storia degli ebrei italiani sotto il fascismo, 1961.
- The Jews in Fascist Italy. A History, Enigma Books, 2001. ISBN 978-1-929631-01-8
- Mussolini, 4 volumes, 1965-1997 (Turin, 1965–97)

vol. 1, Mussolini il rivoluzionario, 1883–1920; vol. 2, Mussolini il fascista, pt. 1, La conquista del potere, 1921–1925, pt. 2, L’organizzazione dello Stato fascista, 1925–1929; vol. 3, Mussolini il duce, pt. 1, Gli anni del consenso, 1929–1936, pt. 2, Lo stato totalitario, 1936–1940; vol. 4, Mussolini l’alleato, 1940–1945, pt. 1, L’Italia in guerra, 1940–1943, bk. 1, Dalla guerra “breve” alla guerra lunga, bk. 2, Crisi e agonia del regime, pt. 2, La guerra civile, 1943–1945.
- Le interpretazioni del fascismo, 1969.
- Il fascismo: le interpretazioni dei contemporanei e degli storici, 1970.
- Intervista sul fascismo, edited by Michael Ledeen, 1975.
- Ebrei in un paese arabo: gli ebrei nella Libia contemporanea tra colonialismo, nazionalismo arabo e sionismo (1835-1970), 1978.